# هويت فان هويتما
هويت فان هويتما (بالهولندية:Hoyte van Hoytema) (مواليد 4 أكتوبر 1971) هو مصور سينمائي هولندي سويدي اشتهر بتصويره لأفلام حققت نجاحًا كبيرًا على الصعيدين النقدي والتجاري، مثل أفلام كريستوفر نولان بين النجوم عام 2014 ودونكيرك عام 2017 وأوبنهايمر عام 2023، وقبل ذلك قام بالتصوير في فيلم هي عام 2013، كذلك في آخر أفلام جيمس بوند فيلم سبكتر عام 2015. ترشّح هويتما مرتين لجائزة أفضل مصوّر سينمائي (سينماتوغرافيا) من الأكاديمية البريطانية لفنون السينما والتلفزيون (بافتا)، أولاً عام 2011 عن فيلم سمكري خياط جندي جاسوس، ثمّ مرة ثانية عام 2014 عن فيلم بين النجوم.

## وصلات خارجية
- هويت فان هويتما على موقع IMDb (الإنجليزية)
- هويت فان هويتما على موقع قاعدة بيانات الأفلام العربية
- هويت فان هويتما على موقع ألو سيني (الفرنسية)
- هويت فان هويتما على موقع أول موفي (الإنجليزية)
- هويت فان هويتما على موقع قاعدة بيانات الأفلام السويدية (السويدية)
- هويت فان هويتما على موقع قاعدة بيانات الفيلم (الإنجليزية)
- هويت فان هويتما على موقع كينوبويسك (الروسية)